# Adolfo de Águila
Adolfo de Águila y Pimental (Jerez de la Frontera, c. 1830-Jerez de la Frontera, c. 1895) fue un pintor español.
En la exposición organizada por la Real Sociedad Económica de Amigos del País de Jerez de la Frontera en 1858 obtuvo una mención honorífica por un retrato hecho al pastel. En la de 1862, que tuvo lugar en la misma localidad, obtuvo una medalla de bronce por otro trabajo del mismo género.